# Colpospira sophiae
Colpospira sophiae is een slakkensoort uit de familie van de Turritellidae. De wetenschappelijke naam van de soort is voor het eerst geldig gepubliceerd in 1883 door Brazier.